# Hemmingstedt
Hemmingstedt är en kommun (gemeinde) och ort i Kreis Dithmarschen i förbundslandet Schleswig-Holstein i Tyskland.
Kommunen ingår i kommunalförbundet Amt Kirchspielslandgemeinde Heider Umland tillsammans med ytterligare 10 kommuner.
Vid orten, som är belägen mellan Heide och Meldorf, ägde slaget vid Hemmingstedt rum den 17 februari 1500. Den danska hären, under ledning av kung Hans och hertig Fredrik, besegrades av dithmarscharna i en blodig sammandrabbning med tusentals dödade, däribland över 360 adelsmän.